# CA Boca Juniors

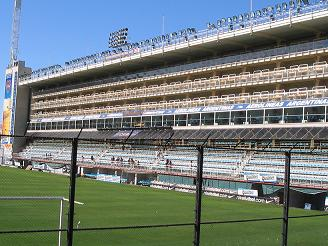
La Bombonera

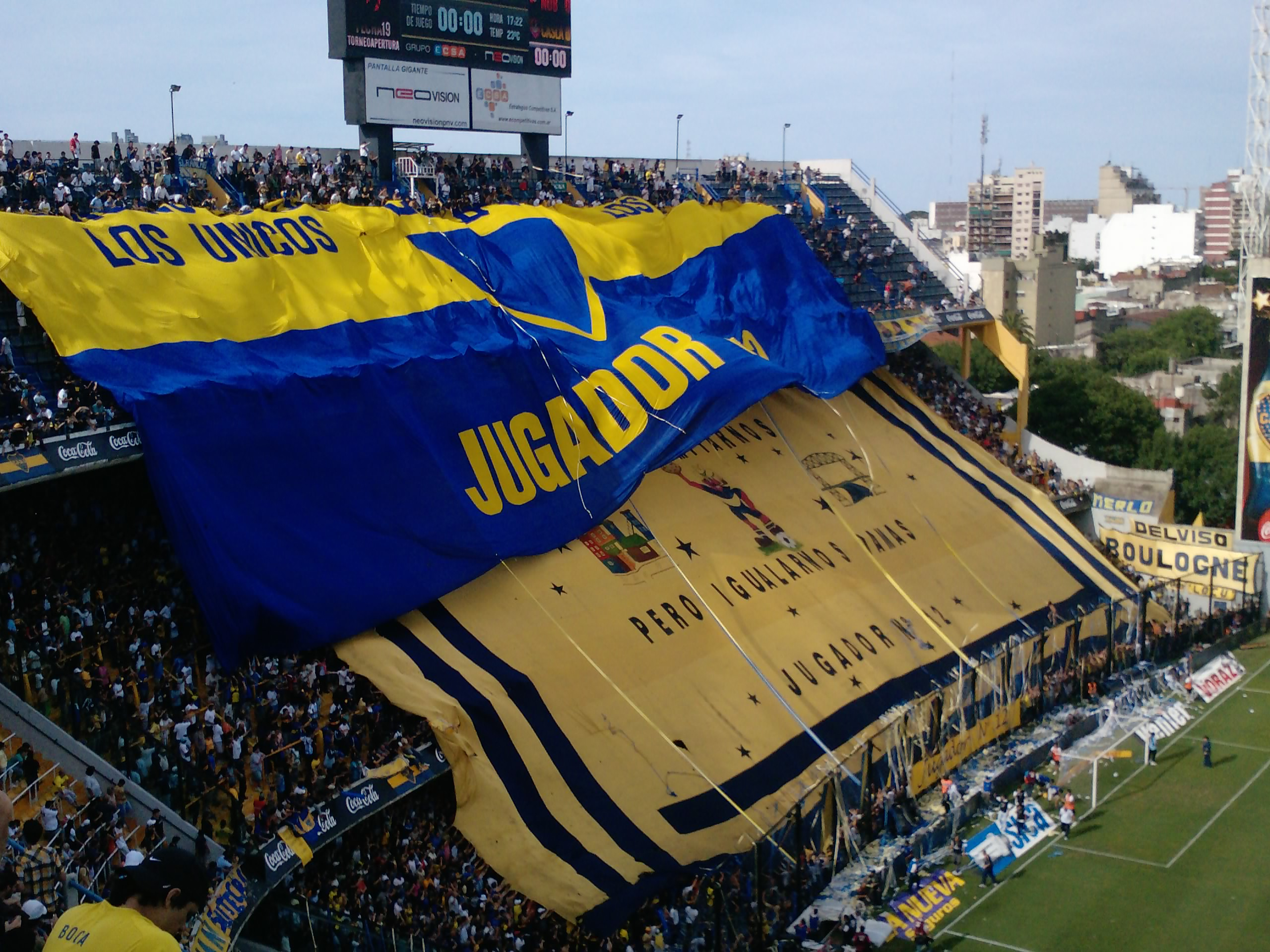

Club Atlético Boca Juniors är en argentinsk fotbollsklubb från Buenos Aires. Klubben har sina rötter i de italienska arbetarkvarteren i La Boca. Majoritetet av de ursprungliga italienska invandrarna hade kommit ifrån Genua, och alltså fick Boca Juniors smeknamnet "xeneize" som betyder "genuabo" på genuanska. Namnet på stadsdelen Boca betyder mun och syftar på floden Riachuelos mynning. Där finns också klubbens hemmaarena La Bombonera.

## Historia
3 april 1905 möttes unga italienska  och grekiska immigranter (Esteban Baglietto, Alfredo Scarpatti, Santiago Sana och bröderna Ioannis (Juan) Farengas och Teodoro Farengas) tillsammans med Konstantinos Karoulias i La Boca för att grunda en fotbollsklubb. Klubben fick namnet Boca från stadsdelen och ordet "Juniors" lades till för att ge en engelsk klang och prestige åt laget från det fattiga södra Buenos Aires. CA är en spansk förkortning för Club Atlético (ungefär idrottsklubb).
Under de första åren spelade klubben i flera olika dräkter, bland annat rosa och vit-/svartrandigt. Den nuvarande blågula dräkten härstammar från 1907 då man beslöt sig för att välja färg efter det första fartyget som anlände på morgonen, på grund av att alla i laget var osams om dräktfärgen. Det var ett svenskt fartyg och man tog färgerna efter den svenska flaggan. Man anser att fartyget var lastbåt Drottning Sophia (efter Sofia av Nassau, hustru till Oscar II) som gjorde resan mellan Köpenhamn och Buenos Aires.
Klubbens första storhetstid kom på 1920-talet. Under perioden 1919–1930 blev man argentinska amatörmästare sju gånger och cupmästare en gång. Med undantag av ett relativt svagt 1980-tal med bara en ligatitel har föreningen varit en av argentinsk fotbolls dominerande klubbar, ständigt utmanad av rivalen River Plate. Möten med River Plate kallas för El Superclásico (inte att förväxla med El Clásico-matcherna mellan de två spanska storklubbarna FC Barcelona och Real Madrid).
Rivaliteten mellan River Plate och Boca Juniors är väldigt stor i Argentina, och ungefär 70% av den argentinska befolkningen håller på antingen Boca Juniors eller River Plate.

## Truppen 2024
Uppdaterad: 16 july 2025
| Nr | Land      | Pos | Namn                    |
| -- | --------- | --- | ----------------------- |
| 1  | Argentina | MV  | Sergio Romero           |
| 3  | Uruguay   | F   | Marcelo Saracchi        |
| 4  | Argentina | F   | Nicolás Figal           |
| 5  | Argentina | MF  | Leandro Paredes         |
| 6  | Argentina | F   | Marcos Rojo (lagkapten) |
| 7  | Argentina | A   | Exequiel Zeballos       |
| 8  | Chile     | MF  | Carlos Palacios         |
| 9  | Argentina | A   | Milton Giménez          |
| 10 | Uruguay   | A   | Edinson Cavani          |
| 11 | Argentina | MF  | Lucas Janson            |
| 12 | Argentina | MV  | Leandro Brey            |
| 13 | Argentina | MV  | Javier García           |

| Nr | Land      | Pos | Namn              |
| -- | --------- | --- | ----------------- |
| 14 | Argentina | MF  | Ignacio Miramón   |
| 16 | Uruguay   | A   | Miguel Merentiel  |
| 17 | Peru      | F   | Luis Advíncula    |
| 18 | Colombia  | F   | Frank Fabra       |
| 19 | Argentina | MF  | Agustín Martegani |
| 20 | Argentina | MF  | Alan Velasco      |
| 21 | Spanien   | MF  | Ander Herrera     |
| 22 | Argentina | MF  | Kevin Zenón       |
| 23 | Argentina | F   | Lautaro Blanco    |
| 25 | Argentina | MV  | Agustín Marchesín |
| 29 | Argentina | MF  | Rodrigo Battaglia |
| 42 | Schweiz   | F   | Lucas Blondel     |

## Arena
Klubbens hemmaarena La Bombonera invigdes 1940 och rymmer 57 395 åskådare. Arenan är rest på platsen för klubbens ursprungliga spelplan.

## Spelare
En rad framstående argentinska spelare kommer från, eller har spelat, i klubben. Bland annat Francisco Varallo, Mario Boyé, Angel Clemente Rojas, Antonio Roma, Alfredo Rojas, Antonio Rattín, Vicente Pernía, Hugo Gatti, Silvio Marzolini, Gabriel Batistuta, Carlos Tevez, Martín Palermo och Juan Román Riquelme, Fernando Gago samt inte minst Diego Maradona.

## Meriter

### Amatörmästare
1919, 1920, 1923, 1924, 1926, 1930 

### Ligamästare
1931, 1934, 1935, 1940, 1943, 1944, 1954, 1962, 1964, 1965, Nacional 1969, Nacional 1970, Metropolitano 1976, Nacional 1976, Metropolitano 1981, Apertura 1992, Apertura 1998, Clausura 1999, Apertura 2000, Apertura 2003, Apertura 2005, Clausura 2006, Apertura 2008, Apertura 2011, 2015 Primera División, 2017-2018 Superliga

### Copa Libertadores
1977, 1978, 2000, 2001, 2003, 2007

### Interkontinentalcupen
1977, 2000, 2003